# 토요타 아발론
토요타 아발론(Toyota Avalon  ,丰田 亚洲龙)은 토요타 자동차에서 만든 전륜구동 준대형 승용차이며, 캠리와 플랫폼을 공용한다. 원래는 북미 전략 차종으로써 북아메리카와 대한민국, 중동에서도 판매되었으나, 현재는 중국에서만 판매한다.

## 1세대(XX10)

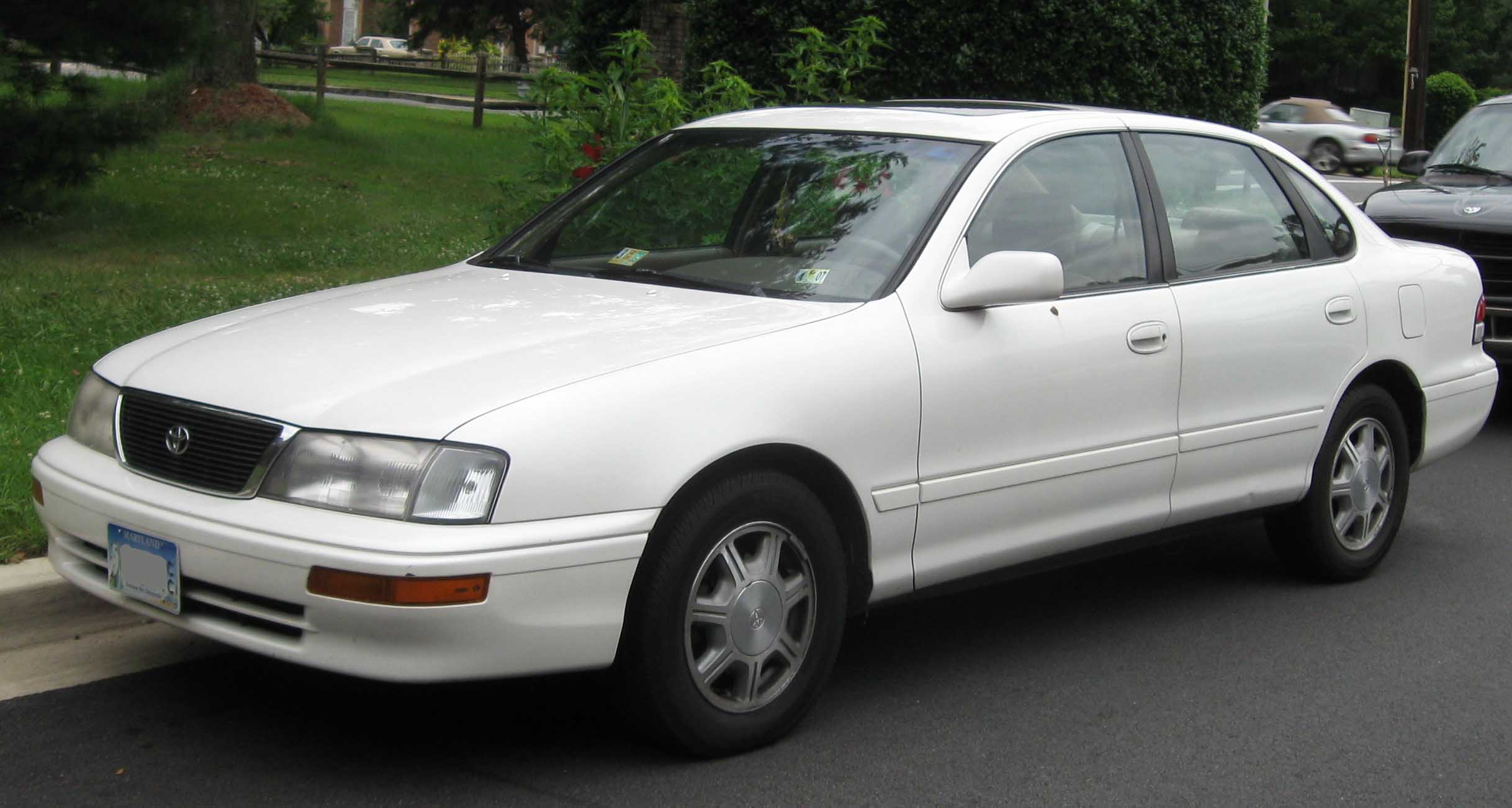
토요타 아발론(전기형) 정측면

1994년에 출시된 아발론은 캠리의 전륜구동 플랫폼으로 만들어진 북미 시장 전략형 준대형 세단이다. 일본이 아닌 미국 켄터키주 조지타운 현지공장에서 생산되었으며, 일본에는 1995년 3월부터 2000년 3월까지 수출되기도 했다. 1세대 시에나와 공용했던 1MZ-FE V6 3.0ℓ DOHC 가솔린 엔진과 4단 자동변속기가 조합되었다. 1999년에 단종되었으나, 오스트레일리아와 뉴질랜드에서는 2000년에 출시되었으며, 2003년부터 페이스리프트를 거쳐 2005년까지 판매되었다. 후속 차종은 오리온이며, 중동 시장에도 수출되었다.
대한민국에는 당시 수입선 다변화 정책으로 인해 일본산 승용차가 수입되지 못하는 상황에서 1996년 6월 13일부터 1999년 상반기까지 미국산 캠리와 아발론을 인치케이프와 진세무역에서 수입하여 판매했으며, 단종을 앞둔 1999년 3월 31일에 토요타의 대한민국 법인이 세워져 진세무역과의 계약을 종료하여 수입이 중단되었다.

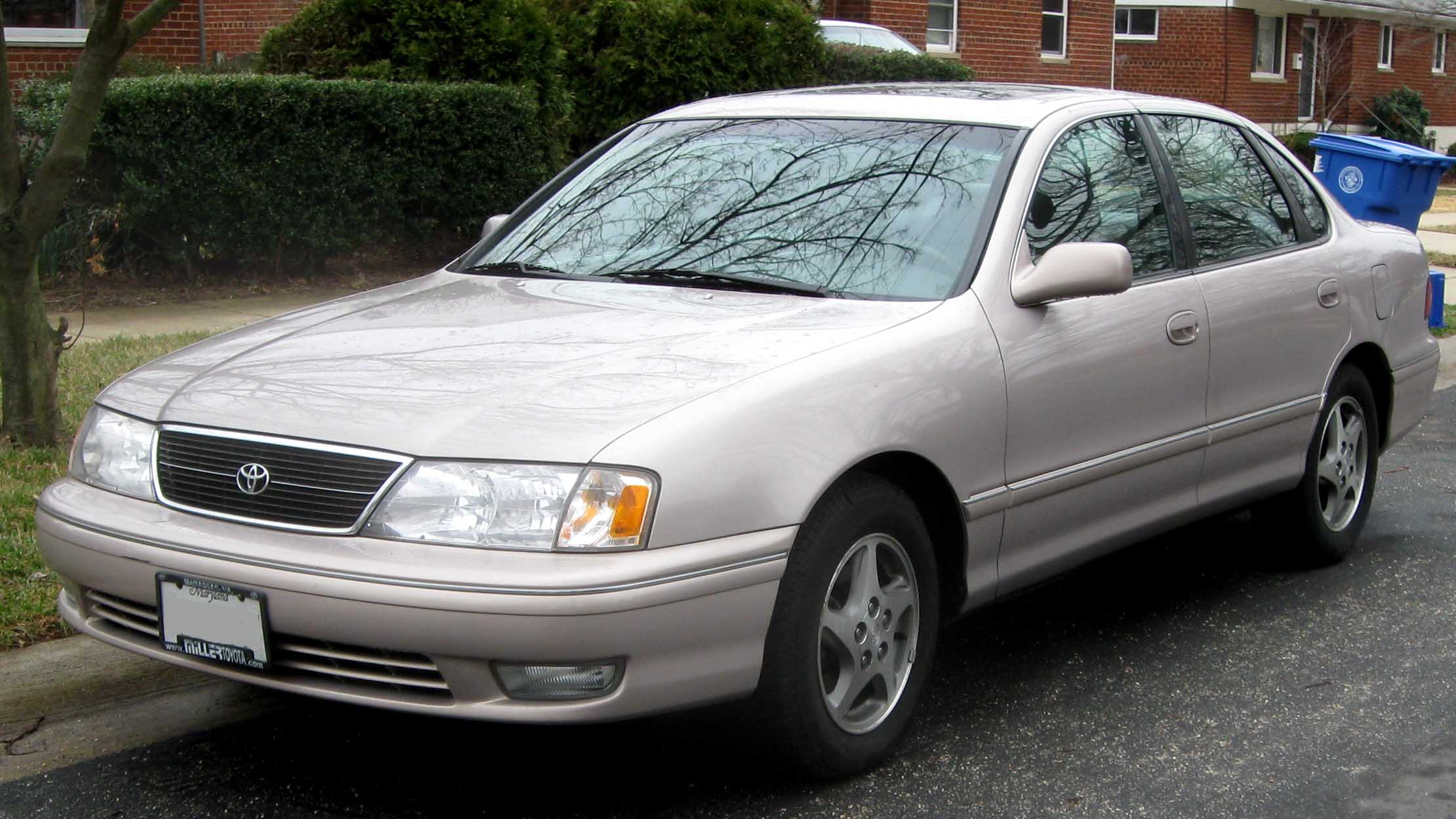
토요타 아발론(후기형) 정측면
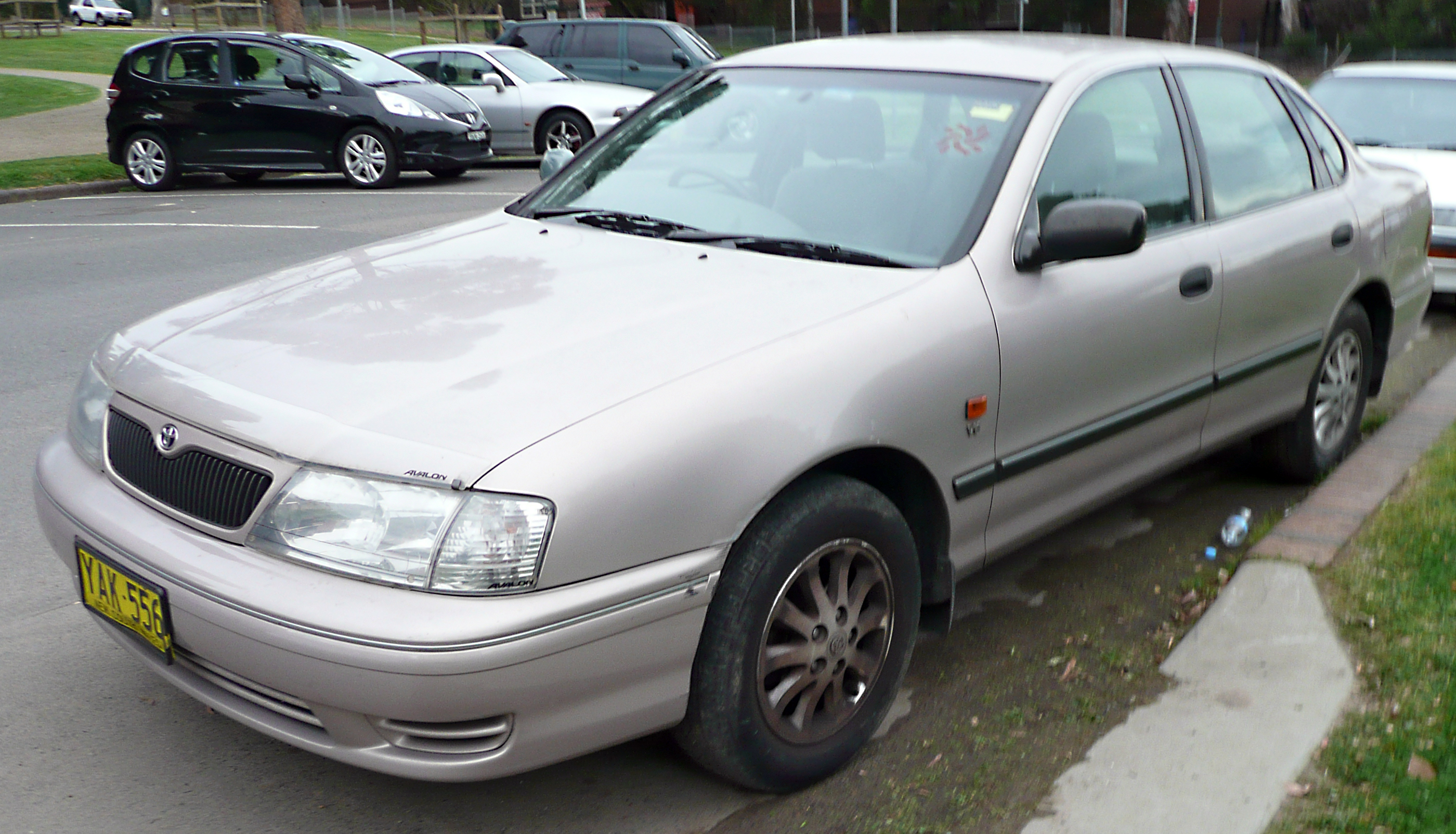
토요타 아발론(오스트레일리아 사양 전기형) 정측면
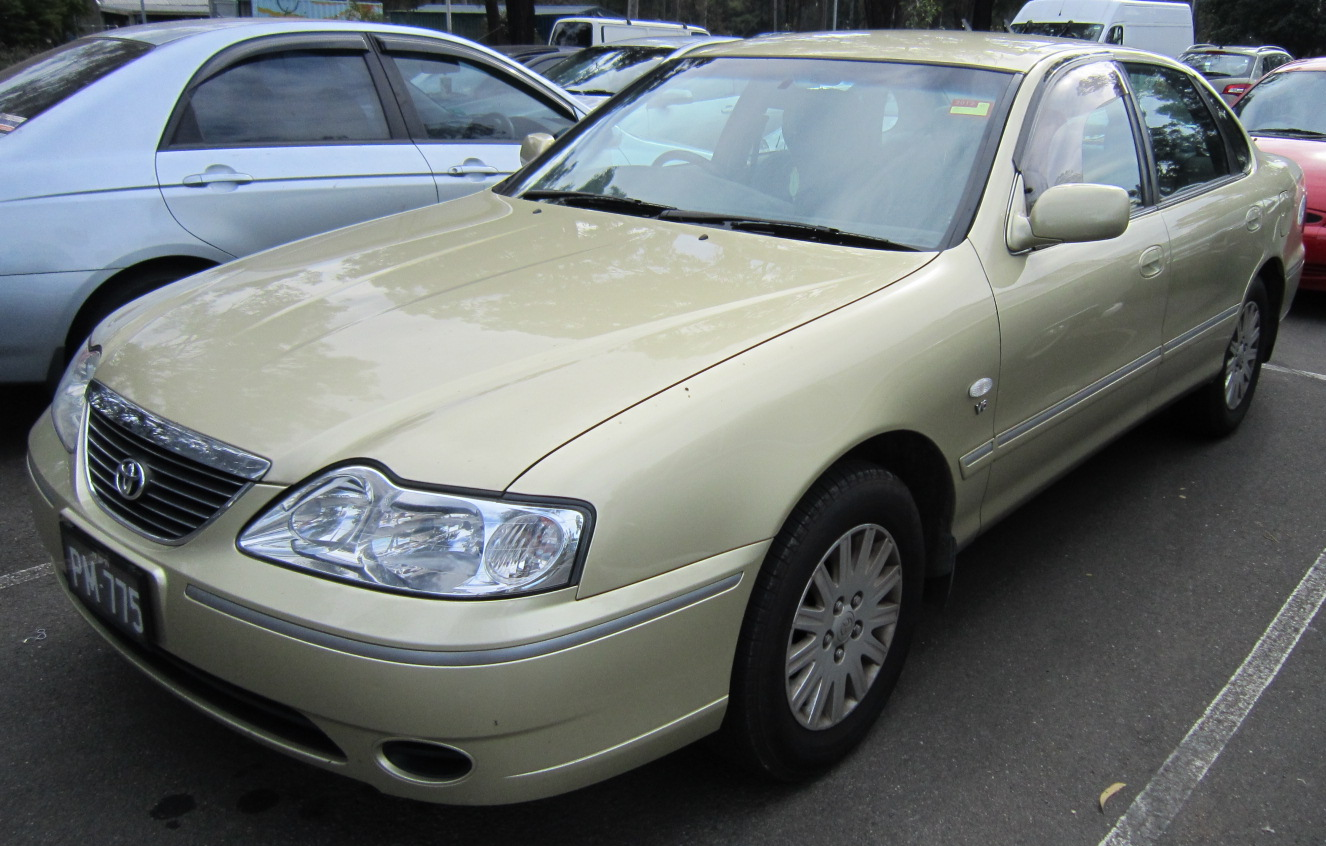
토요타 아발론(오스트레일리아 사양 후기형) 정측면

## 2세대(XX20)

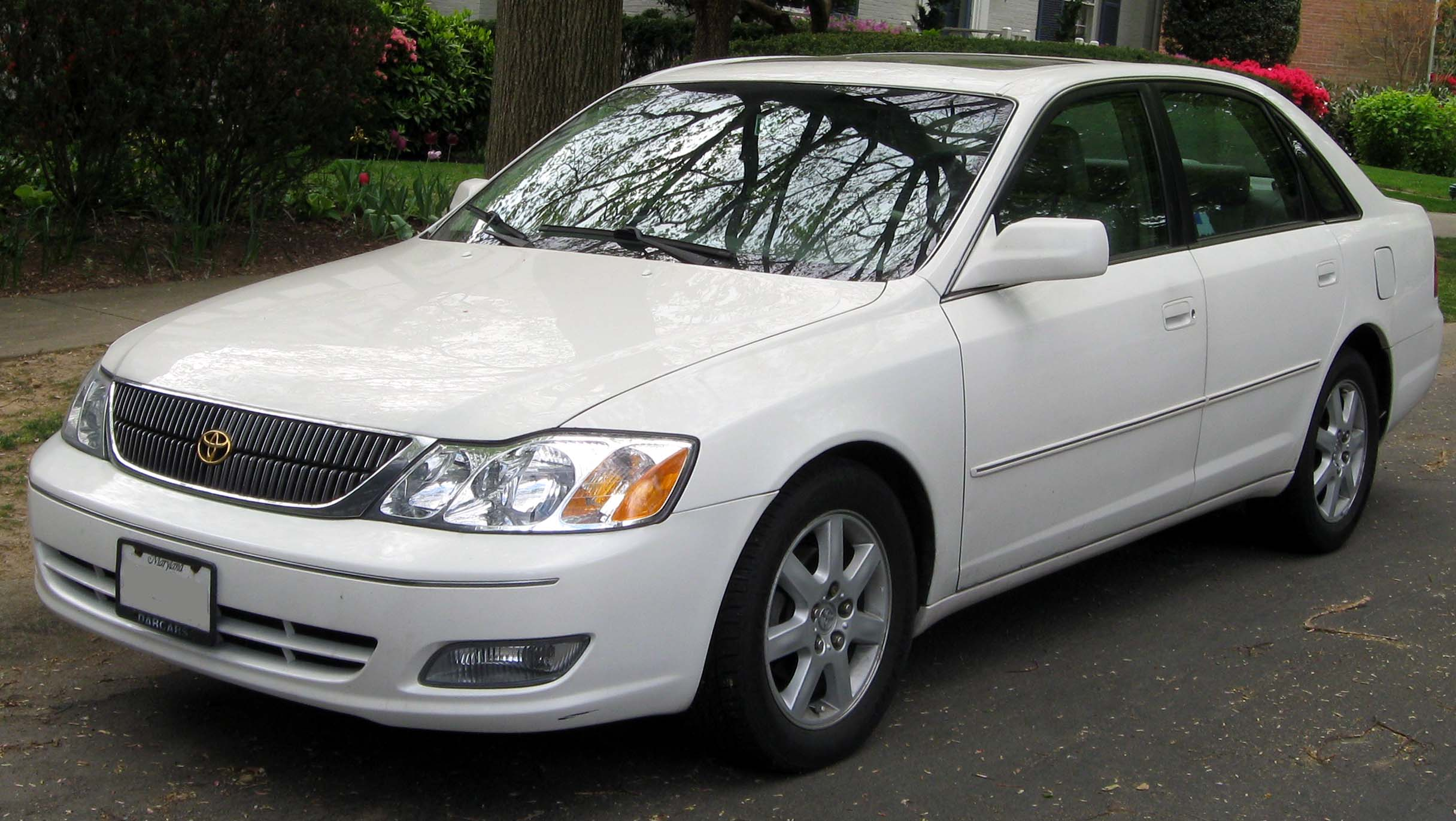
토요타 아발론(전기형) 정측면

1999년 가을에 풀 모델 체인지를 거쳤다. 1세대처럼 V6 3.0ℓ 1MZ-FE 엔진과 4단 자동변속기가 들어간다. 이 엔진은 토요타 시에나, 렉서스 RX (토요타 해리어), 토요타 윈덤, 렉서스 ES, 토요타 하이랜더와 공유한다. ABS와 사이드 에어백이 기본 적용되었고, 네비게이션, 차체 자세 제어장치, JBL 카 스테레오 시스템이 옵션으로 적용되었다. 일본으로는 2000년부터 2004년까지 수출되었고, 일본에서의 차명은 아발론이 아닌 프로나드였다. 그러나 크라운과 아리스토, 크레스타와 같이 본토에서 생산하는 모델들에게 밀려 부진한 판매량으로 인해 이 세대를 끝으로 수입을 중단하게 되었다.

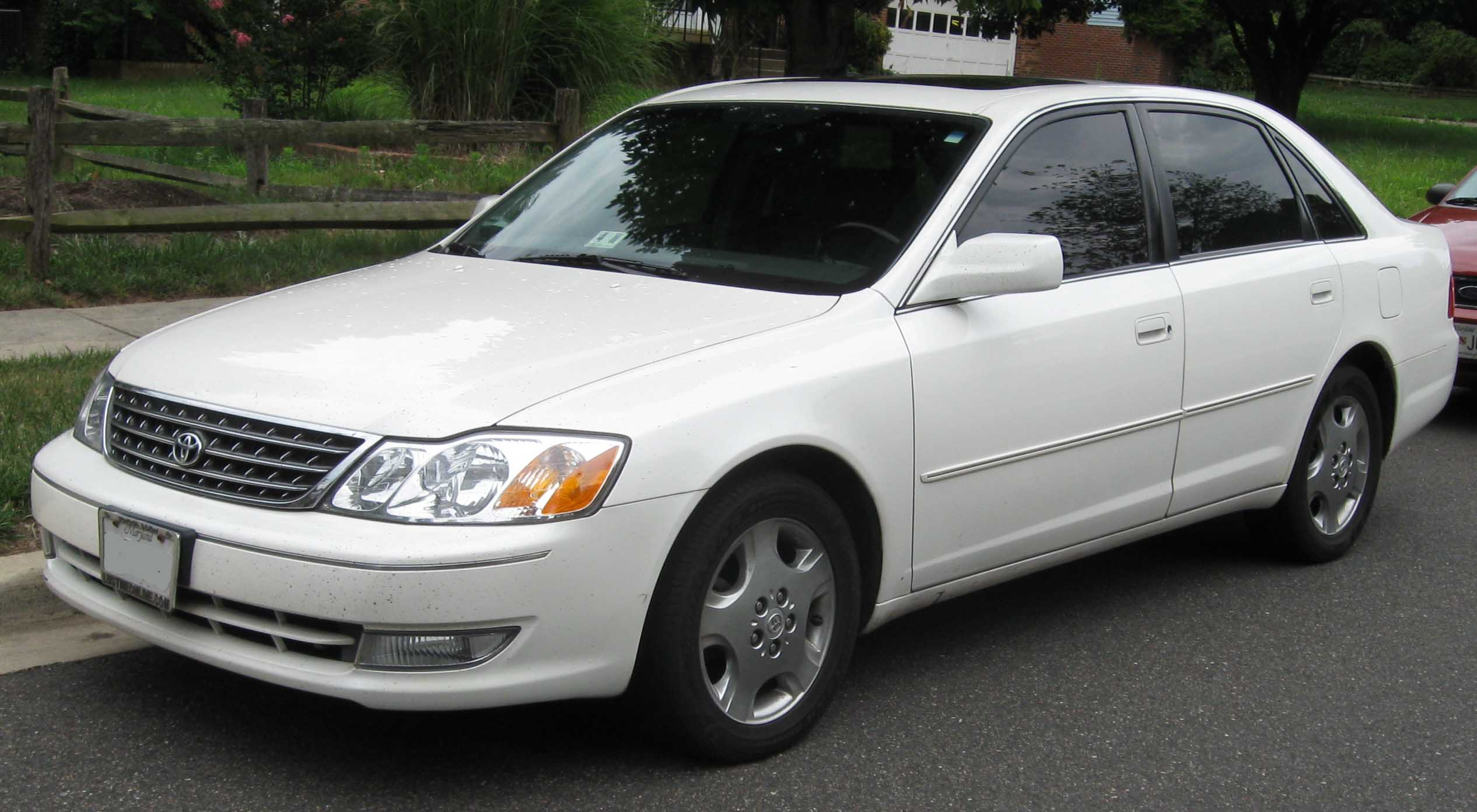
토요타 아발론(후기형) 정측면

## 3세대(XX30)

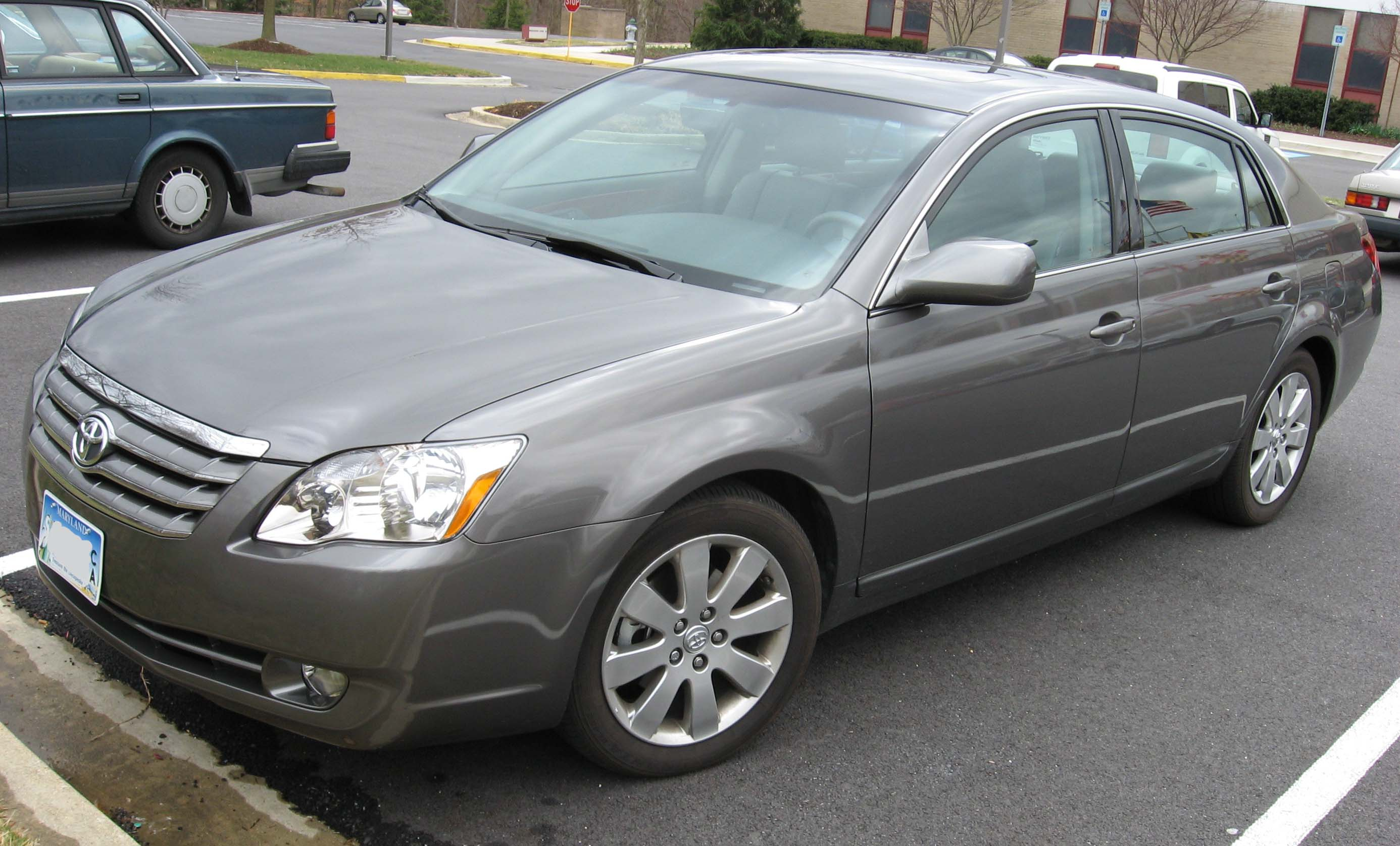
토요타 아발론(전기형) 정측면

2005년 봄에 출시되었다. 3세대부터는 완전히 북미 전용차로 자리잡았다. 따라서 호주, 일본 등에서는 판매를 중단했으며 이때문에 좌핸들만 남게 되었다. V6 3.5ℓ 2GR-FE 엔진과 5단 자동변속기가 적용되었다. HID 헤드 램프, 버튼 시동 스마트 키, LED 턴 시그널 램프 등 첨단 편의 사양이 적용되었다. 대한민국에서는 일부 병행 수입 업체들을 통해 들여온 차종이라 간혹 볼 수 있다. 2008년 페이스 리프트를 거쳐 5단 자동변속기는 6단 자동변속기로 대체되었고, 2010년에 한 번 더 페이스 리프트를 거쳤다.

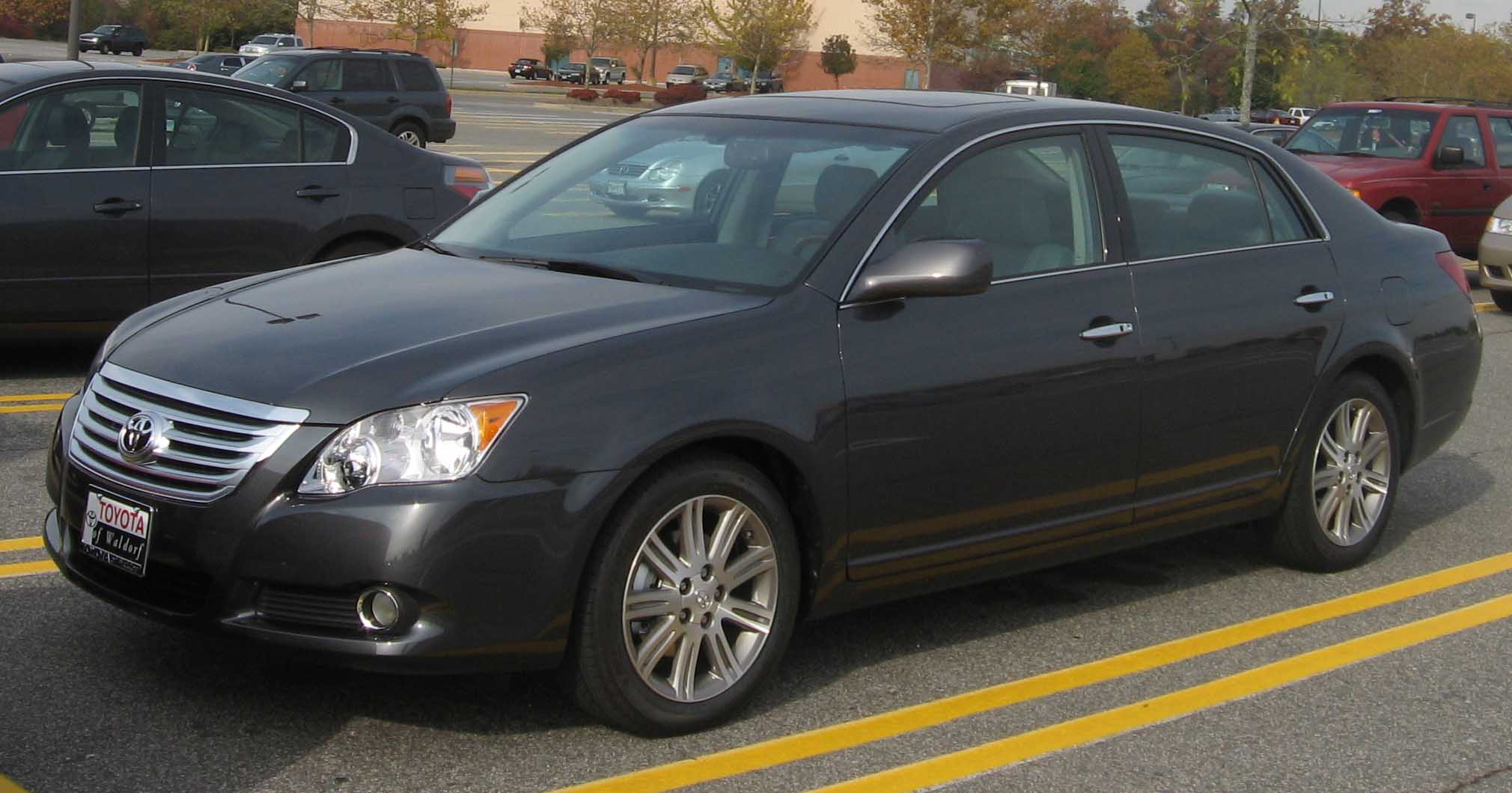
토요타 아발론(중기형) 정측면
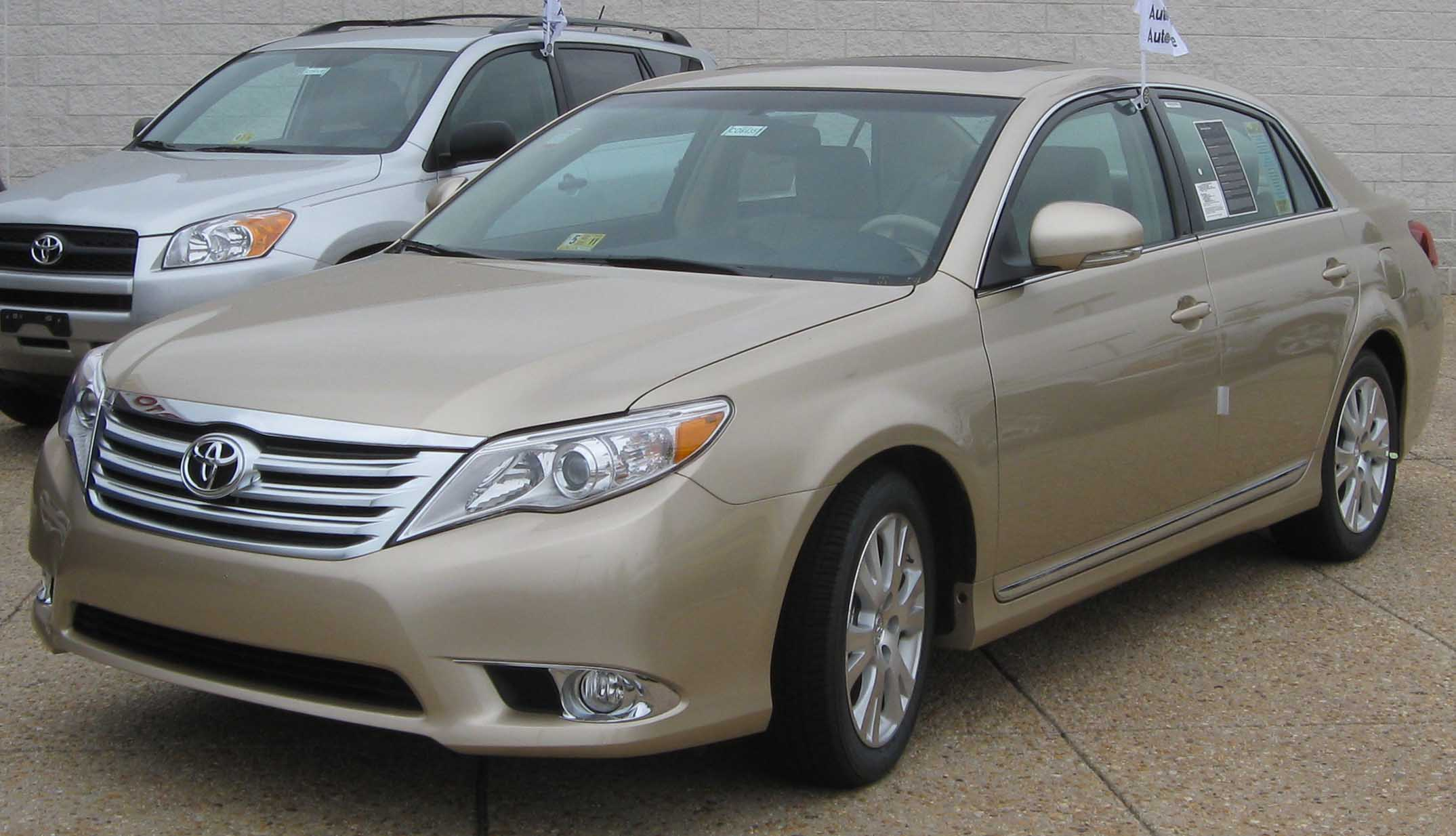
토요타 아발론(후기형) 후측면

## 4세대(XX40)

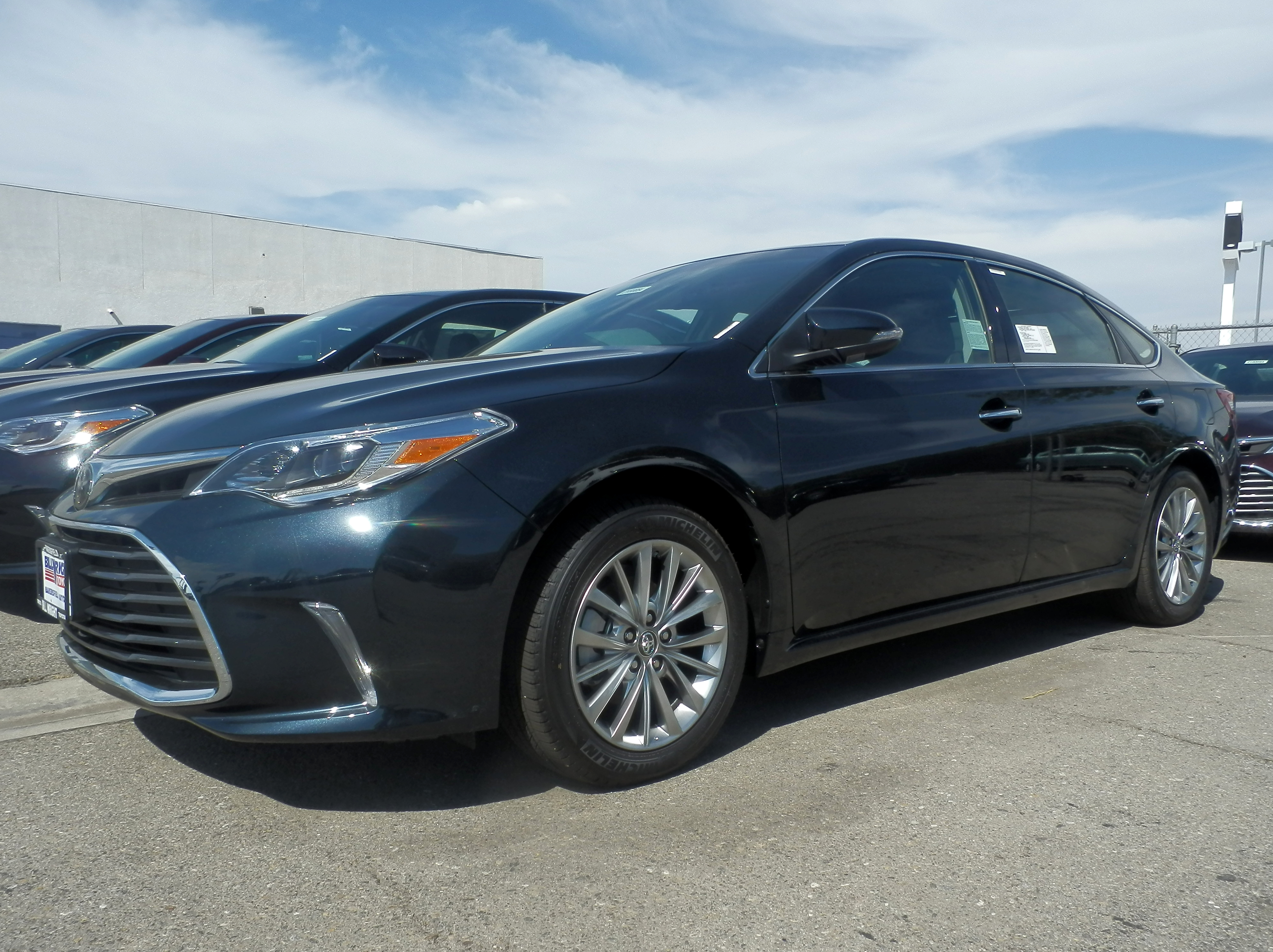
토요타 아발론 정측면

2012년 12월에 북미 시장에 출시되었다. 렉서스 ES와 부품 및 엔진, 플랫폼 등을 공유하며, 하이브리드 사양도 출시되었다. 헤드 램프에는 세계 최초로 더블 아이 스퀘어 라이팅 기술을 적용해 2개의 사각 렌즈를 사용하여 우수한 빛 확산성과 시인성을 구현했으며, 자사 차종으로는 최초로 LED 주간 주행등을 적용한 것이 특징이다. 대한민국에서는 2013년 10월 1일부터 정식 판매에 들어가 14년 만에 대한민국에 다시 선보이게 되었다.

## 5세대(XX50)
2018년에 공개되었다. 대한민국에는 11월 6일에 출시되었으며, 2.5리터 하이브리드만 들어온다. 5세대부터 중국에서도 생산되며, 기존에 판매되었던 크라운의 빈 자리를 채운다.
하지만 북미 시장에서 SUV 수요가 늘어나면서 대형 세단의 인기가 감소해 2022년에 북미 시장에서 단종이 확정됐고, 대한민국 수입도 중단된다. 아발론의 빈 자리는 북미 시장에 재진출한 크라운이 대체했고, 대한민국에도 아발론의 판매가 중단된 후 2023년 5월에 크라운 크로스오버가 출시됐다. 중국 시장에는 계속 판매한다.

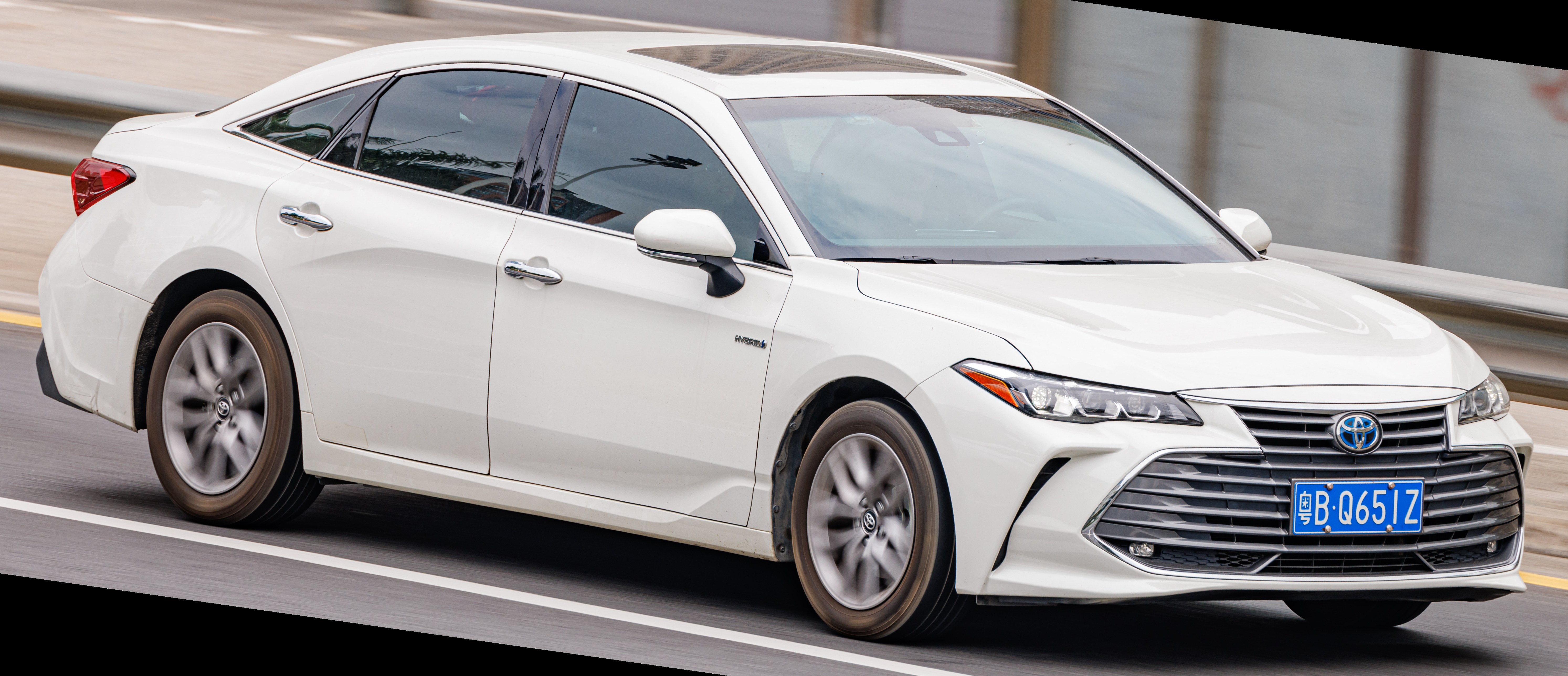
5세대 토요타 아발론 하이브리드 중국 사양

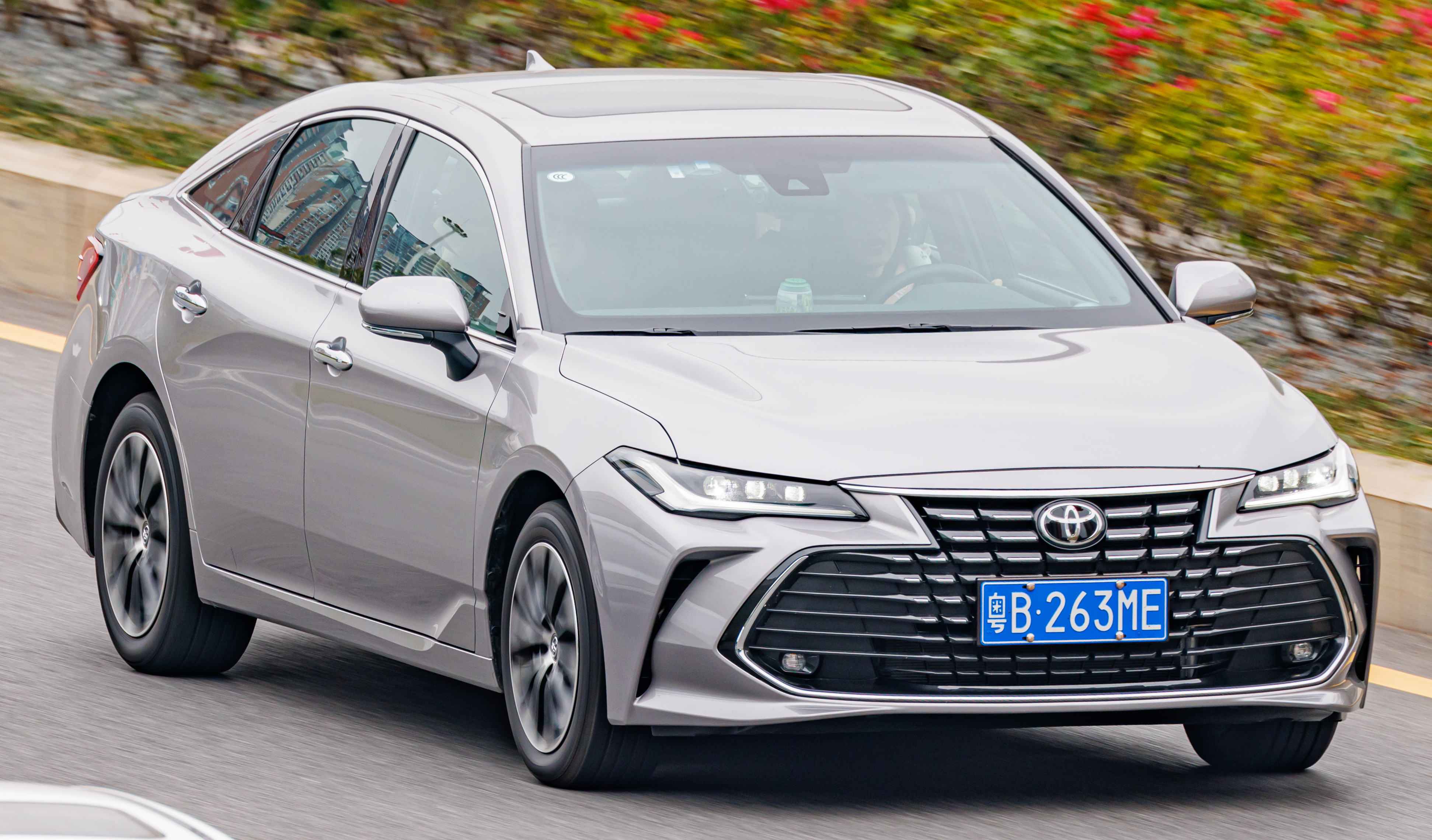
5세대 토요타 아발론 중국 사양 2022년 개량형

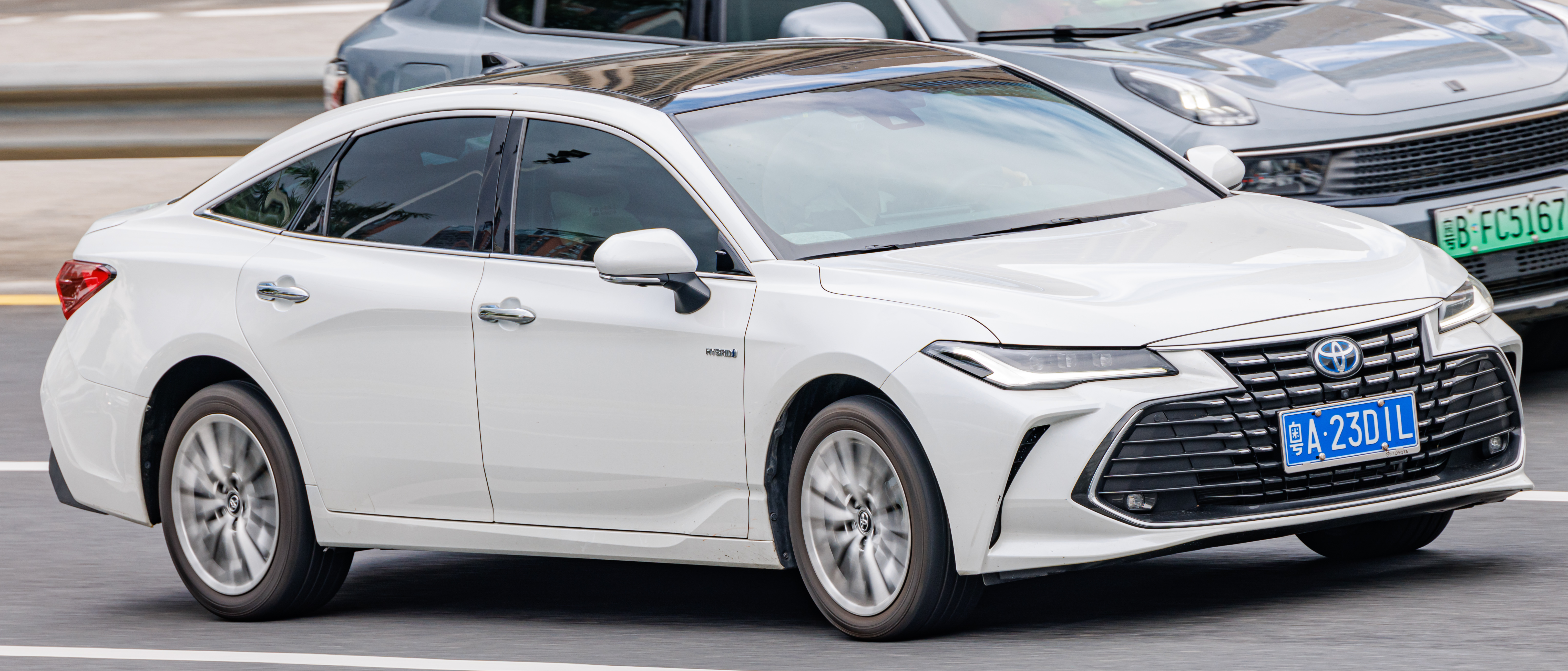
5세대 토요타 아발론 하이브리드 중국 사양 2022년 개량형(프런트)

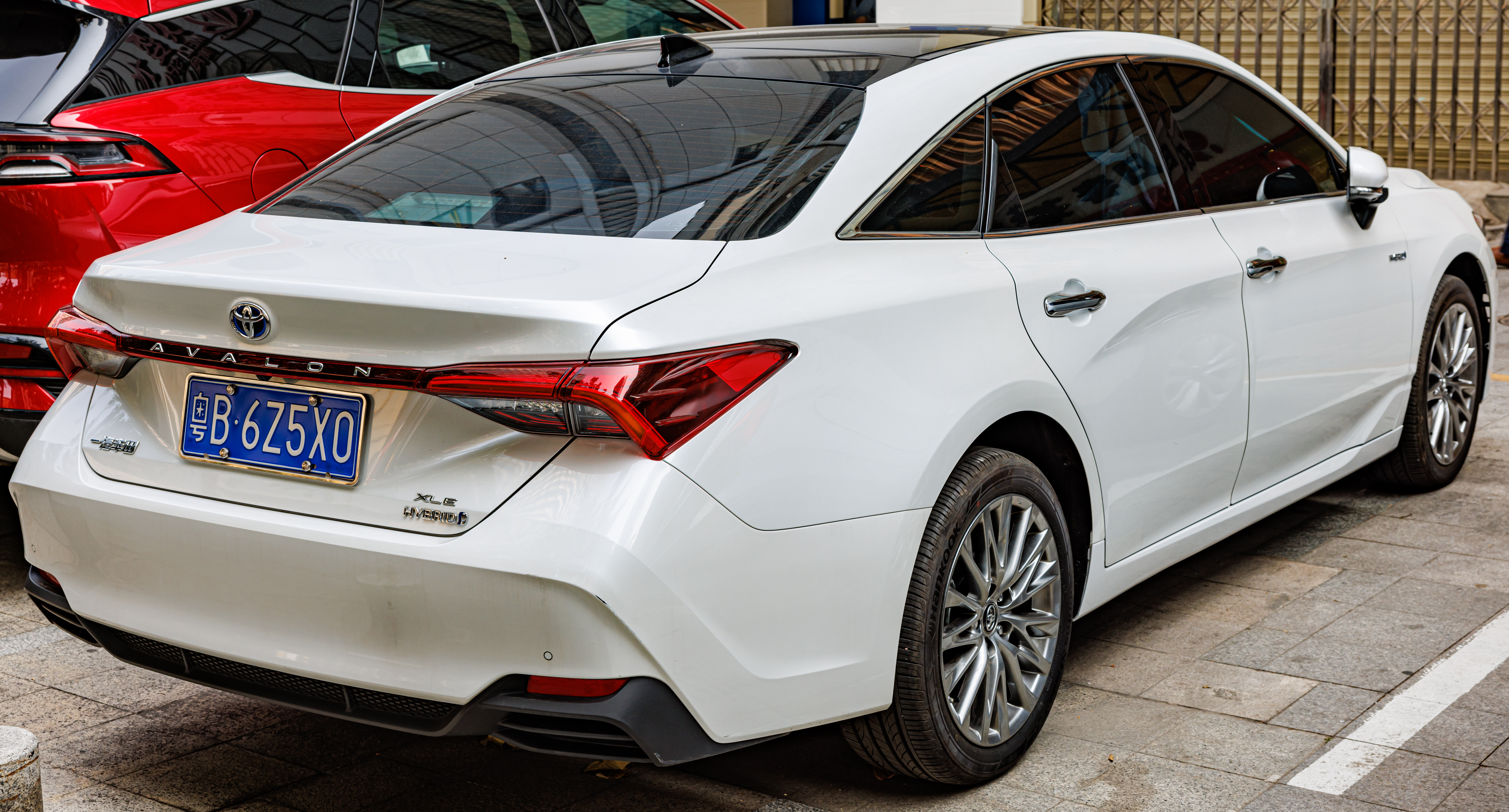
5세대 토요타 아발론 하이브리드 중국 사양 2022년 개량형(리어)

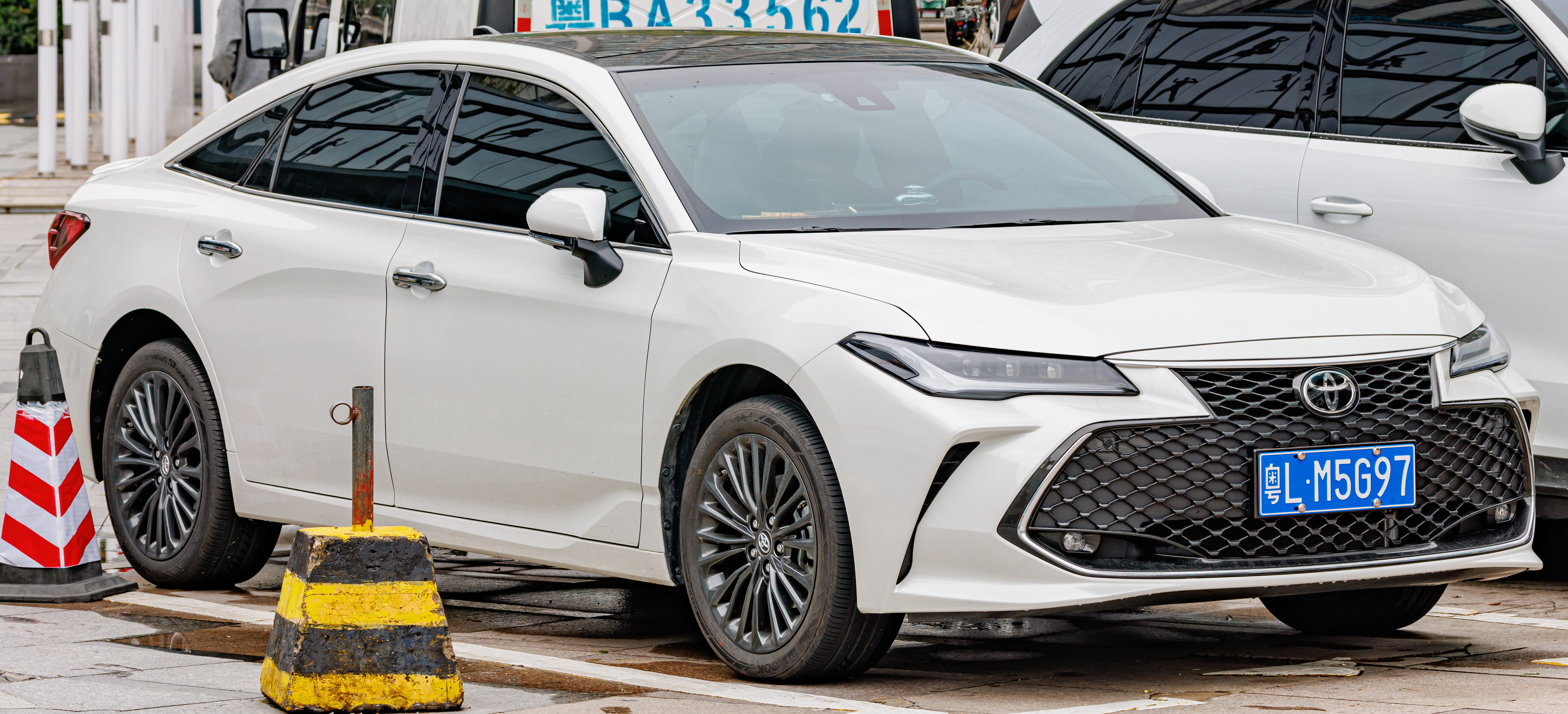
5세대 토요타 아발론 투어링 중국 사양 2022년 개량형

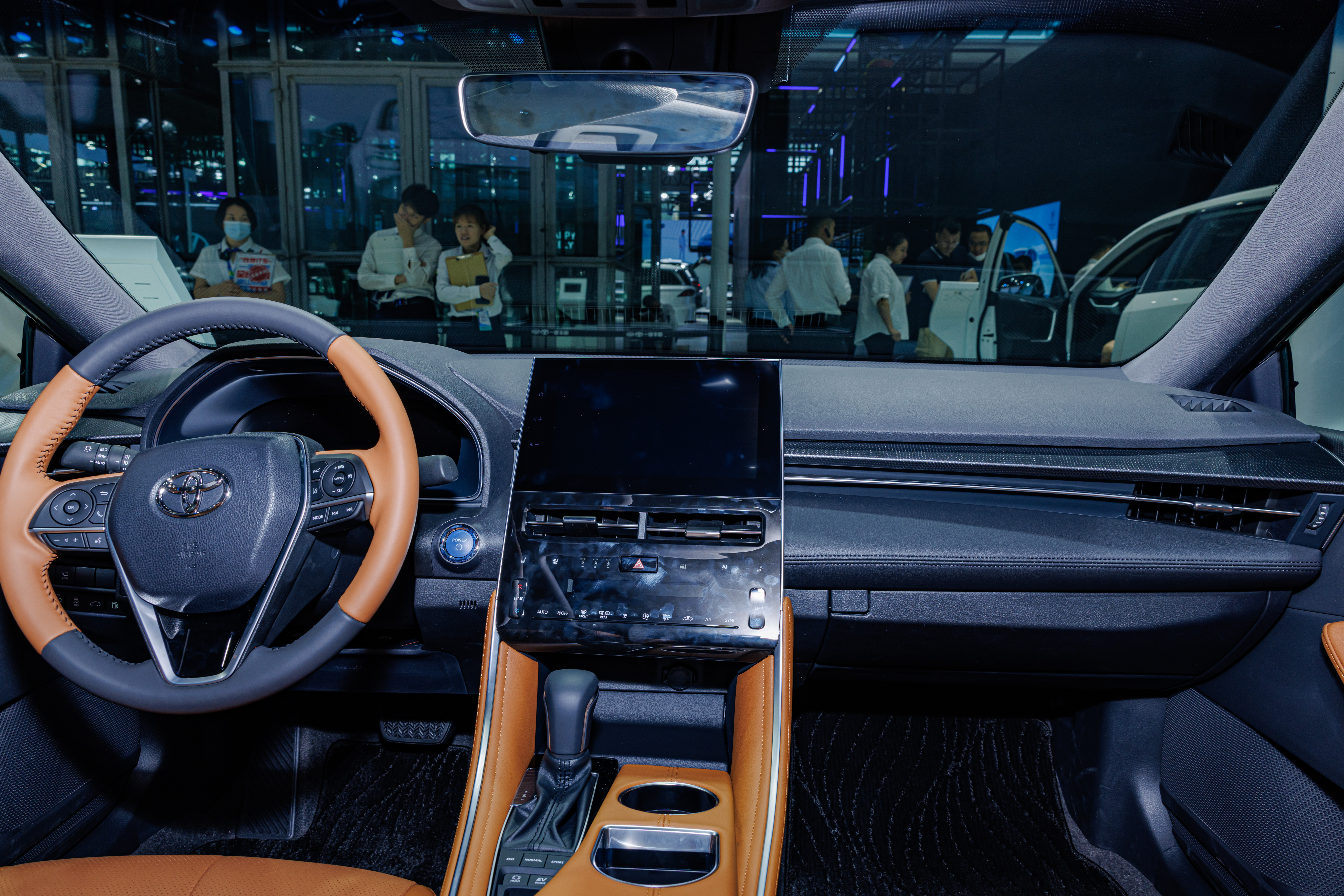
인테리어 중국 사양 2022년 개량형

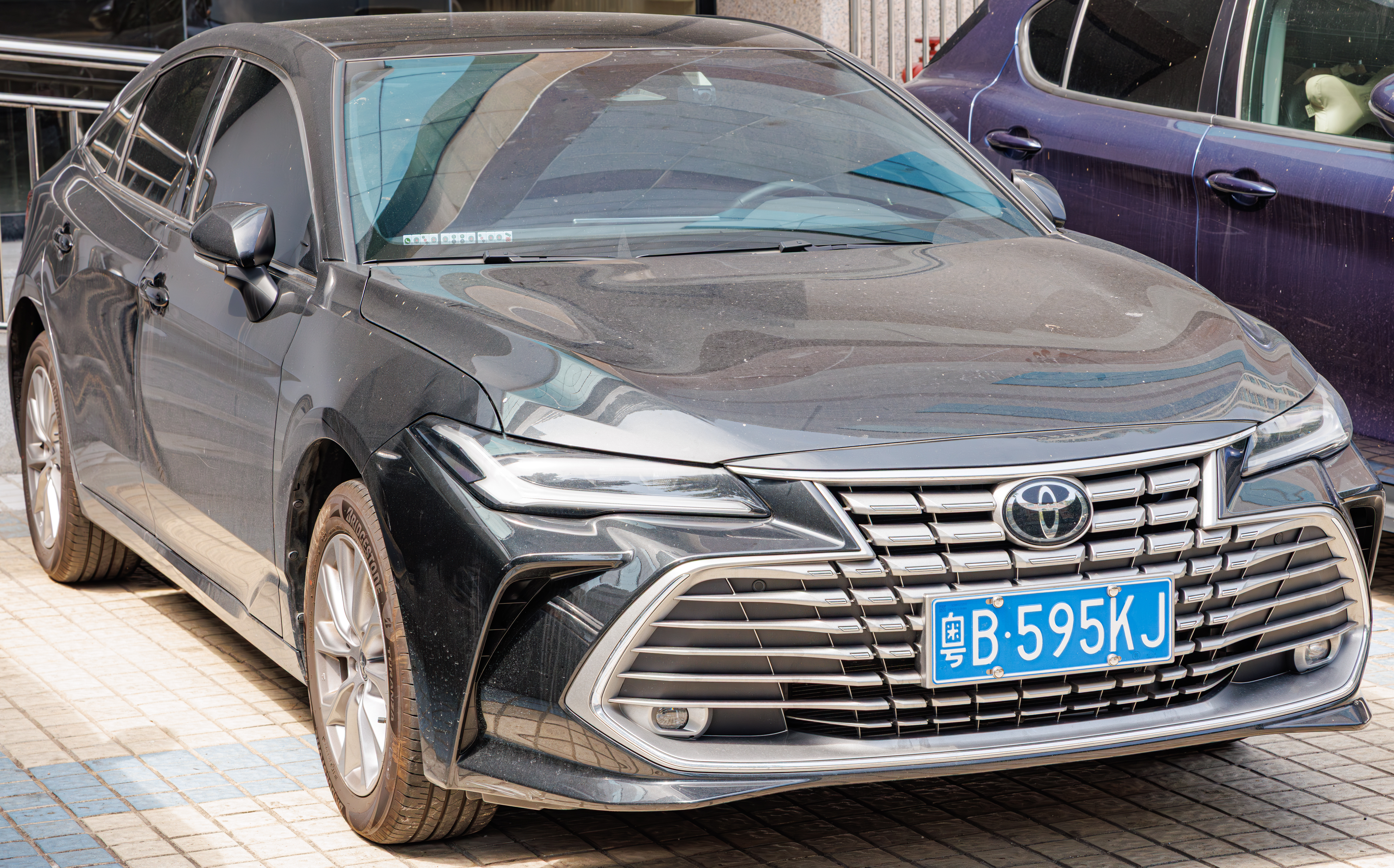
5세대 토요타 아발론 투어링 중국 사양 2024년 개량형

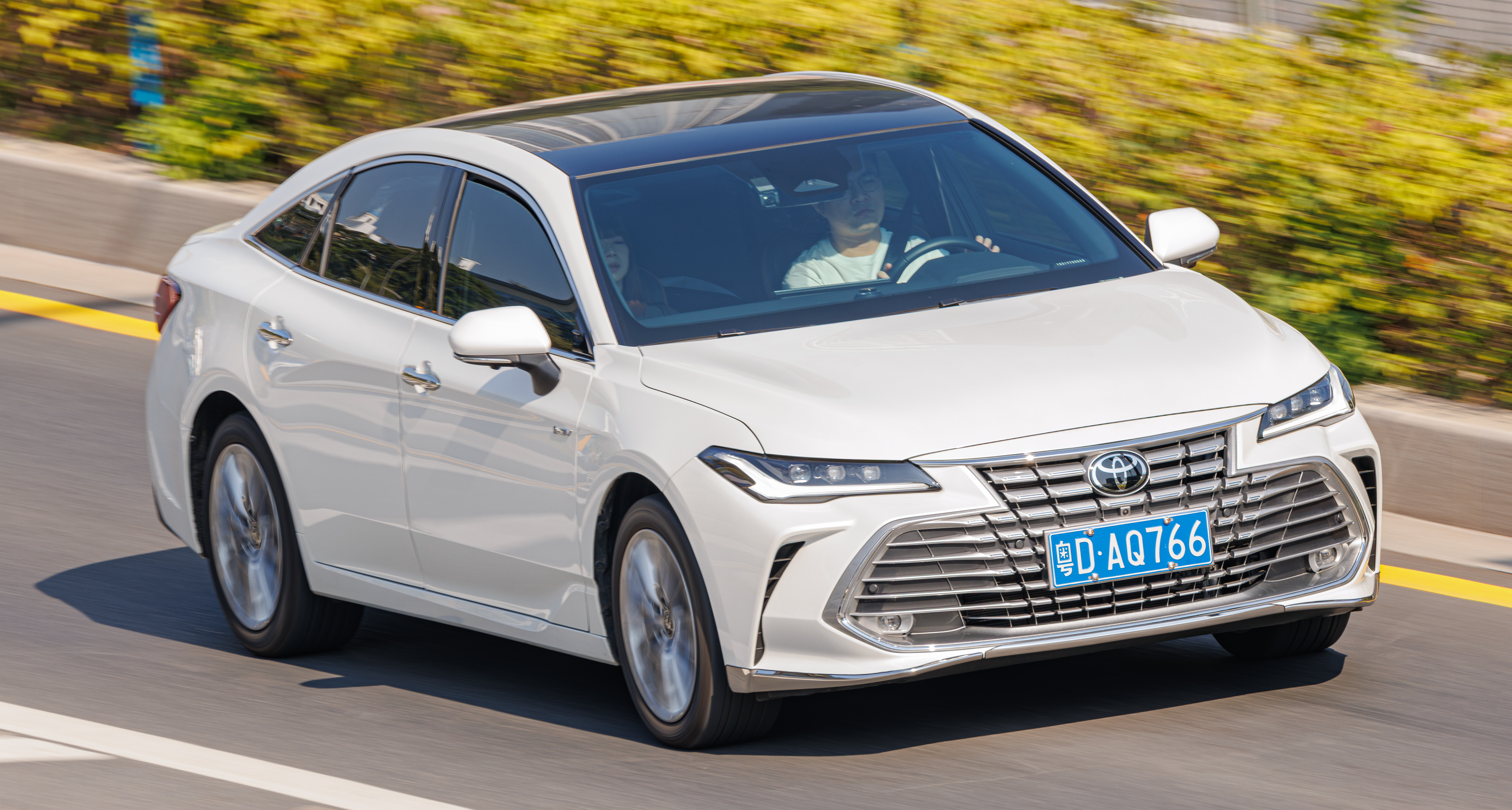
5세대 토요타 아발론 하이브리드 중국 사양 2024년 개량형

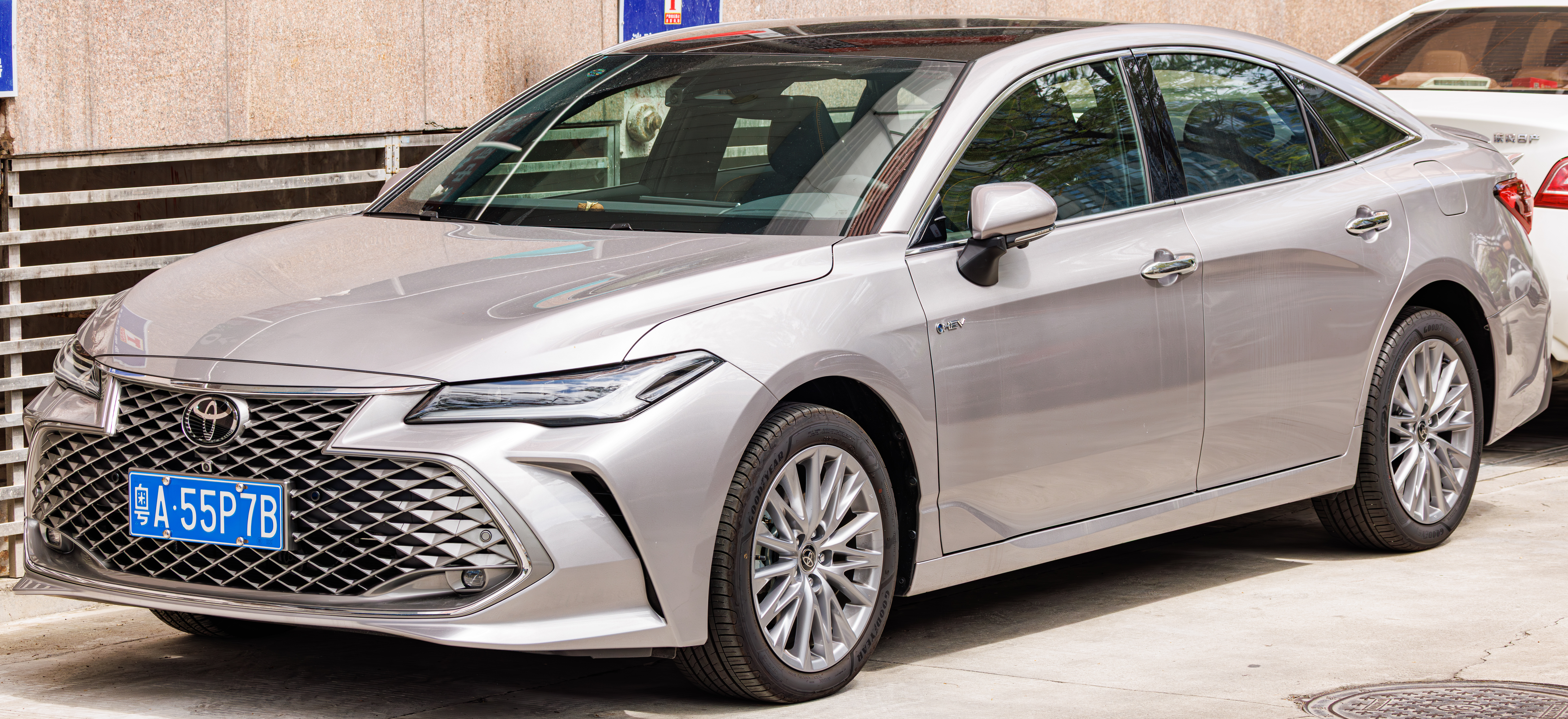
5세대 토요타 아발론 하이브리드 중국 사양 2024년 개량형